# 2010年アジアビーチゲームズ
2010年アジアビーチゲームズ（2010ねんアジアビーチゲームズ、第2回アジアビーチゲームズ、MUSCAT 2010 Second Asian Beach Games）は2010年12月8日から16日の会期でオマーンのマスカットで開催された国際競技大会である。大会スローガンは「Together we shine（共に輝く）」。主な会場はアル・ムサナ・スポーツシティーおよびマスカット市街周辺の海岸。

## 実施競技
- ビーチハンドボール
- ビーチカバディ
- ビーチセパタクロー
- ビーチサッカー
- ビーチバレー
- ビーチ水球
- ビーチウッドボール
- ボディビル
- 水上オートバイ
- マラソンスイミング
- ヨット
  - ウィンドサーフィン
- テントペギング
- トライアスロン
- 水上スキー

## 大会マスコット
大会マスコットは、アラビアタール（ヤギ亜科の動物）のアル・ジュベル（Al-Jebel、山）、フサエリショウノガンのアル・リー（Al-Reeh、風）、アオウミガメのアル・メッド（Al-Med、潮）。オマーンの陸上、水中、空中の絶滅危惧種の動物をモチーフにしている。